# Georges Eberhard
Georges-Emile Eberhard (1865-1926) fue un relojero y magnate suizo, fundador de la empresa Eberhard & Co.

## Semblanza

### Primeros años
Eberhard nació en 1865 en Saint-Imier, hijo de una prominente familia del cantón de Berna, cuyos orígenes se remontaban al siglo X. La familia Eberhard había sido fundamental en el desarrollo temprano de la industria relojera suiza.
Su padre le inició en el arte de la relojería. Eberhard tenía tan solo 22 años cuando se trasladó a La Chaux-de-Fonds, la cuna histórica de la industria relojera suiza, donde fundó su propia fábrica, a la que denominó Eberhard & Co.

### Eberhard & Co
El genio relojero de Eberhard y su sentido comercial convirtieron su fábrica en una de las mayores manufacturas relojeras suizas en 1909. La nueva sede central del grupo, inaugurada ese mismo año, fue un símbolo de su éxito. Los edificios ocupan una manzana entera en pleno centro de la rue Leopold Robert, la avenida principal del La Chaux-de-Fonds. El edificio de cinco plantas recordaba a las obras parisinas del siglo XIX de Georges-Eugène Haussmann, diseñadas en el característico estilo Beaux Arts, con una torre redonda coronada por una impresionante escultura de un águila que se ha convertido en una de las imágenes más conocidas de la ciudad, siendo su construcción más alta hasta la década de 1960.
En 1919, Eberhard cedió la dirección ejecutiva de la empresa a sus hijos, Georges y Maurice.

### Vida posterior
En su vida posterior, Eberhard se convirtió en el patriarca de una de las familias de magnates más ricas y prominentes de Suiza. En el momento de su muerte, sus hijos y nietos se habían casado con miembros de varias de las familias de la élite de la industria relojera suiza, como los Blum, los Vogel y los Ditisheim, y por lo tanto eran propietarios de muchas de las marcas más grandes de la industria: Eberhard & Co, Ebel, Movado, Vulcain, Solvil et Titus o Paul Ditisheim.

## Referencicas
1. ↑  Wristwatch Annual 2019: The Catalog of Producers, Prices, Models, and Specifications. WW Norton. 2019. p. 352. ISBN 9780789260703. Consultado el 27 de octubre de 2024.
2. ↑  "History of Eberhard & Co.,"  (enlace roto disponible en este archivo). Eberhard official website, www.eberhard-co-watches.ch/
3. ↑  Profile of La Chaux-de-Fonds," "Switzerland Tourism," www.myswitzerland.com/
4. ↑  Image of Eberhard & Co 1907's HQ, www.trekearth.com/